# مونیکا انلید
مونیکا انلید (انگلیسی: Monica Enlid؛ زادهٔ ۲۴ آوریل ۱۹۷۳) بازیکن فوتبال اهل نروژ است.
وی همچنین در تیم ملی فوتبال زنان نروژ بازی کرده‌است.